# 1669 w polityce
Wydarzenia polityczne w 1669 roku.

## Zmarli
- Klemens IX, papież[1].